# Paolo Boselli
Paolo Boselli, (Savona, 8. lipnja 1838. — Rim, 10. ožujka 1932.), bio je talijanski pravnik i političar.
Boselli je studirao pravo u Torinu. Postao je 1870. član stalnog financijskog komiteta i zastupničkog doma, kao pripadnik desnog centra.  
Postaje predsjednik 1881. uglavnom zbog svojih zasluge u novostvorenom vijeću trgovačke mornarice. Od kolovoza 1887. do veljače 1891. bio je ministar obrazovanja u vladi Francesca Crispia, a od prosinca 1893. do ožujka 1896. ministar financija. Bio je ministar državne blagajne od svibnja 1899. do lipnja 1900. u kabinetu Luigia Pellouxa. Obnašao je dužnost ministra obrazovanja od veljače do svibnja 1906., u vladi Sidneya Sonnina, a 1915. bio je predsjednik odbora, koji je bio za ulazak Italije u Prvi svjetski rat. Od lipnja 1916. do listopada 1917. obnašao je dužnost premijera. Za doživotnog senatora izabran je 1921.  
Boselli je, između ostalog, napisao životopis Lorenza Pareta i Le droit maritime en Italie (1885.), kao i seriju manjih ekonomskih spisa, Discorsi e scrilti vari (1888).